# Gauldry
 (mai 2025).
Gauldry est un village situé dans le Fife, en Écosse. En 2020 la population de Gauldry est estimée à 650 habitants.